# Atoms for Peace
Atoms for Peace è un supergruppo di rock sperimentale ed elettronica statunitense formatosi nel 2009 a Los Angeles, in California.
La band riunisce il cantante dei Radiohead Thom Yorke (voce, chitarra e piano), il bassista dei Red Hot Chili Peppers Flea, il produttore storico dei Radiohead Nigel Godrich (tastiere, synth), Joey Waronker già batterista con Beck e nei R.E.M., Mauro Refosco, percussionista brasiliano, fidato collaboratore di David Byrne e Brian Eno.
Il loro album di debutto, Amok, è uscito il 25 febbraio 2013, pubblicato in streaming sul sito ufficiale una settimana prima.

## Nome
Fino al febbraio 2010 la band non aveva un nome definitivo ed era citata alternativamente come ?????? o Thom Yorke. Annunciando in seguito il tour dell'aprile 2010 Yorke battezzò la band Atoms for Peace, nome che richiama sia un famoso discorso del presidente statunitense Eisenhower, sia una canzone dell'album The Eraser.

## Storia

### Nascita del progetto (2009-2010)
Il gruppo si riunì per la prima volta a Los Angeles nel 2009, occasione in cui suonò per intero l'album di debutto solista di Thom Yorke, The Eraser, oltre ad alcune nuove canzoni e b-sides dei Radiohead. Nel 2010 intrapresero un mini-tour in 8 grandi città degli Stati Uniti, seguito da una performance al Fuji Rock Festival, a Naeba (Giappone), prima data all'estero della band.

### Il debutto eAmok(2011-2013)
Intervistato il 21 settembre 2011, Thom Yorke dichiarò di aver quasi ultimato un album in collaborazione con Flea e prodotto da Nigel Godrich, notizia confermata pochi giorni dopo dallo stesso Flea. Il 6 settembre 2012 il gruppo pubblicò via iTunes il primo singolo Default, presentato insieme al nuovo sito web della band, che anticipava di qualche mese l'uscita di un secondo singolo Judge Jury and Executioner (gennaio 2013) e dell'album di debutto, Amok (25 febbraio 2013). Sempre in febbraio viene diffuso il video di un altro brano dell'album, Ingenue, che vede Yorke impegnato in una danza con la danzatrice professionista Fukiko Takase.

### Tour 2013
A fine febbraio 2013 la band ha annunciato un tour europeo che li vedrà esibirsi in vari festival tra cui il Melt! Festival in Germania, il Bažant Pohoda in Slovacchia e l'Exit Festival in Serbia.
A marzo 2013 sono state annunciate le due date italiane: il 16 luglio 2013 al festival Rock in Roma e il 17 luglio 2013 all'Ippodromo del Galoppo a Milano.

## Influenze
Thom Yorke ha dichiarato che i membri del gruppo si sono uniti grazie all'amore comune per l'Afrobeat e che il loro primo album è "un prodotto dello stare insieme, sballarsi e ascoltare Fela Kuti".

## Formazione
- Thom Yorke – voce, chitarra, pianoforte, tastiere, percussioni
- Flea – basso, melodica, tastiere
- Nigel Godrich – tastiere, sintetizzatore, chitarra, percussioni, cori
- Mauro Refosco – percussioni, batteria, marimba
- Joey Waronker – batteria

## Discografia
- 2013 - Amok